# Sebastian Siemiątkowski
Sebastian Siemiątkowski (ur. 3 października 1981 w Uppsali) – szwedzki przedsiębiorca polskiego pochodzenia, współzałożyciel i prezes szwedzkiego banku Klarna Bank AB.

## Życiorys
Rodzice wyjechali z Polski do Szwecji w 1980 roku. Siemiatkowski urodził się w Uppsali. Ukończył Wyższą Szkołę Handlową w Sztokholmie, gdzie poznał Niklasa Adalbertha i Victora Jacobssona. W 2005 roku założyli oni firmę Klarna. Bank specjalizuje się w odroczonych płatnościach. Od 2021 roku bank działa na polskim rynku.

Logotyp spółki Klarna

W 2012 roku ze stanowiska dyrektora finansowego odszedł Victor Jacobsson, a w 2015 roku z posady wiceprezesa zrezygnował Niklas Adalberth. Siemiatkowski prowadzi firmę samodzielnie, chociaż współzałożyciele pozostali w zarządzie firmy i nadal są jej udziałowcami. W 2021 roku Siemiątkowski znalazł się na liście najbogatszych ludzi na świecie Forbesa, z majątkiem wynoszącym 2 miliardy dolarów.